# Président de la République tchèque
Le président de la République tchèque (en tchèque : Prezident České republiky) est le chef de l'État de la Tchéquie. Le pays se trouvant sous régime parlementaire, ses pouvoirs sont réduits à un rôle de représentation.

## Élection
Le Président de la République tchèque est élu au scrutin uninominal majoritaire à deux tours pour un mandat de cinq ans, renouvelable une seule fois de manière consécutive. Est élu le candidat qui remporte au premier tour la majorité absolue des suffrages exprimés. À défaut, un second tour est convoqué dans les quatorze jours qui suivent afin de départager les deux candidats arrivés en tête au premier. Est alors élu le candidat qui réunit le plus de voix au second tour. Dans les deux cas, le président du Sénat proclame élu le candidat vainqueur.
L'élection a lieu au suffrage universel direct depuis une révision constitutionnelle effectuée en 2012, appliquée pour la première fois en 2013. Auparavant, le président tchèque était élu au suffrage indirect par les deux chambres du Parlement.

### Conditions d'une candidature
La Constitution de la Tchéquie, loi fondamentale du pays, détermine les conditions d'une candidature à l'élection présidentielle, régies par l'article 57(1) de ladite Constitution, qui dispose que « tout citoyen éligible au Sénat peut être élu président de la République », soit tout citoyen détenant la nationalité tchèque, le droit de vote et ayant atteint au moins l'âge de quarante ans.
Toute candidature, pour qu'elle soit validée, doit obtenir l'appui d'au moins vingt députés, ou dix sénateurs ou les signatures de 50 000 électeurs. Les candidats ayant recueilli ces parrainages doivent ensuite les remettre au plus tard soixante-six jours avant le scrutin au ministère de l'Intérieur, qui doit les examiner, les approuver ou les rejeter si elles ne devaient pas être conformes à toutes les exigences légales. Ces dispositions juridiques concernent également le président de la République sortant en cas de sollicitation d'un second mandat.

### Convocation du scrutin
La convocation de l'élection présidentielle est régie par l'article 56 de la Constitution, qui prévoit notamment que « l'élection du président de la République se déroule dans les soixante derniers jours du mandat » du président sortant. En cas de vacance de la présidence en cours de mandat pour cause de décès, démission ou révocation, ce délai est porté à quatre vingt dix jours.
La convocation de l'élection présidentielle est une compétence du président du Sénat.

### Prestation de serment
Selon l'article 55 de la Constitution, « le président de la République prend ses fonctions en prêtant serment. Le mandat du président de la République est de cinq ans et commence le jour où il prête serment ». Le président prête son serment devant le président de la Chambre des députés en séance commune des deux chambres.
Le serment est le suivant :

« Slibuji věrnost České republice. Slibuji, že budu zachovávat její Ústavu a zákony. Slibuji na svou čest, že svůj úřad budu zastávat v zájmu všeho lidu a podle svého nejlepšího vědomí a svědomí. »

— Article 59(2) de la Constitution

« Je promets fidélité à la République tchèque. Je promets d'observer sa Constitution et ses lois. Je promets sur mon honneur d'exercer ma fonction dans l'intérêt de tout le peuple et au mieux selon ma conscience et mes convictions. »

— Article 59(2) de la Constitution
L'article 60 de la Constitution précise :  « si le président de la République refuse de prêter serment ou s'il prête serment sous réserve, il est réputé ne pas avoir été élu ».

### Processus électoral avant 2013
Avant 2013, en vertu de l’article 54(2) de la constitution, le président de la République était élu au suffrage indirect par le Parlement réuni en séance commune des deux chambres, la Chambre des députés et le Sénat. Tout candidat devait être présenté par au moins dix députés ou dix sénateurs.
L'élection se déroulait au scrutin uninominal majoritaire à plusieurs tours, chaque tour étant organisé dans les quatorze jours suivant le précédent. Au premier tour, un candidat devait pour être élu recevoir les voix de la majorité absolue des députés et des sénateurs, séparément et sur la base de l'ensemble des membres de chacune des chambres. Soit 101 voix sur 200 à la chambre des députés, et 41 voix sur 81 au Sénat.
Si aucun candidat ne réunissait ces deux majorités, un second tour était organisé entre le candidat arrivé en tête à la chambre des députés, et celui arrivé en tête au Sénat. Si deux candidats étaient arrivés ex æquo en tête, ils étaient départagés en comptant l'ensemble de leurs voix dans les deux chambres. Au cours de ce second tour, la majorité requise était abaissée à la majorité absolue des députés présents, toujours dans chacune des deux chambres.
Si toujours aucun candidat n'était élu, un troisième tour était organisé entre les deux mêmes candidats. Était alors élu le candidat réunissant la majorité absolue du total réuni des députés et sénateurs présents. En cas d'échec, une nouvelle élection était convoquée et le processus électoral repris depuis le début.

## Compétences
En vertu de l’article 62 de la Constitution, le président :
- nomme et renvoie le président du gouvernement et les autres membres du gouvernement et accepte leur démission ; il renvoie le gouvernement et accepte sa démission ;
- convoque la session de la Chambre des députés ;
- dissout la Chambre des députés ;
- charge le gouvernement dont il a accepté la démission ou qu'il a renvoyé d'exercer ses fonctions provisoirement jusqu'à la nomination d'un nouveau gouvernement ;
- nomme les juges de la Cour constitutionnelle, son président et ses vice-présidents ;
- nomme, parmi les juges, le président et les vice-présidents de la Cour suprême ;
- exerce le droit de grâce, ordonne de ne pas introduire des poursuites pénales et, si elles ont été introduites, ordonne de ne pas leur donner suite et abolit les condamnations ;
- a le droit de renvoyer au Parlement une loi adoptée, à l'exception des lois constitutionnelles ;
- signe les lois ;
- nomme le président et le vice-président de l'Office suprême de contrôle ;
- nomme les membres du conseil bancaire de la Banque nationale tchèque.

L'article 62(l) de la Constitution dispose en outre que le Président devait, avant l’adhésion de la Tchéquie à l'Union européenne, fixer la date du référendum sur son adhésion à l’Union européenne et en proclamer le résultat.
En outre, l’article 63 dispose que le président de la République :
- représente l'État à l'étranger ;
- négocie et ratifie les traités internationaux ; il peut déléguer la négociation des traités internationaux au gouvernement ou, avec le consentement de celui-ci, à certains de ses membres ;
- est le chef des forces armées ;
- reçoit les lettres de créance des chefs de missions diplomatiques ;
- accrédite et convoque les chefs de missions diplomatiques;
- fixe la date des élections à la Chambre des députés et au Sénat ;
- nomme les généraux et décide des promotions;
- confère et octroie les distinctions d'État, sauf s'il en charge un autre organe ;
- et nomme les juges.

## Statut

### Statut en droit civil et pénal
Conformément à l’article 65(1), « le président de la République ne peut être détenu, poursuivi pénalement ni poursuivi pour une contravention ou pour un autre délit administratif ».
En revanche, selon l’article 65(2), « le président de la République peut être poursuivi pour haute trahison devant la Cour constitutionnelle en vertu d'une action du Sénat. La peine peut être la déchéance de la fonction présidentielle et l'inéligibilité à la présidence de la République ».
En vertu de l’article 65(3), « les poursuites pénales en raison des infractions commises lors de l'exercice des fonctions de président de la République sont définitivement exclues ».

### Résidences
Le président de la République tchèque, tout comme ses prédécesseurs tchécoslovaques, siège au château de Prague, où se trouvent ses services et sa résidence officielle.
Le château de Lány, situé dans le district de Kladno, sert de résidence de villégiature au président.

## Succession
L'article 66 de la Constitution dispose que « si la fonction de président de la République devient vacante et si un nouveau président de la République n'est pas encore élu ou n'a pas encore prêté serment, ou si le président de la République ne peut exercer ses fonctions pour des raisons graves et si la Chambre des députés et le Sénat le décident, le président du gouvernement exerce les fonctions prévues par l'article 63, alinéa premier, lettres a, b, c, d, e, h, i, j et par l'article 63, alinéa 2. Pendant la période où le président du gouvernement exerce les fonctions précitées du président de la République, le président de la Chambre des députés exerce les fonctions de président de la République prévues par l'article 62, lettres a, b, c, d, e, k, l ; si la fonction de président de la République devient vacante pendant la période où la Chambre des députés est dissoute, l'exercice de ces fonctions appartient au président du Sénat ».

## Présidents successifs

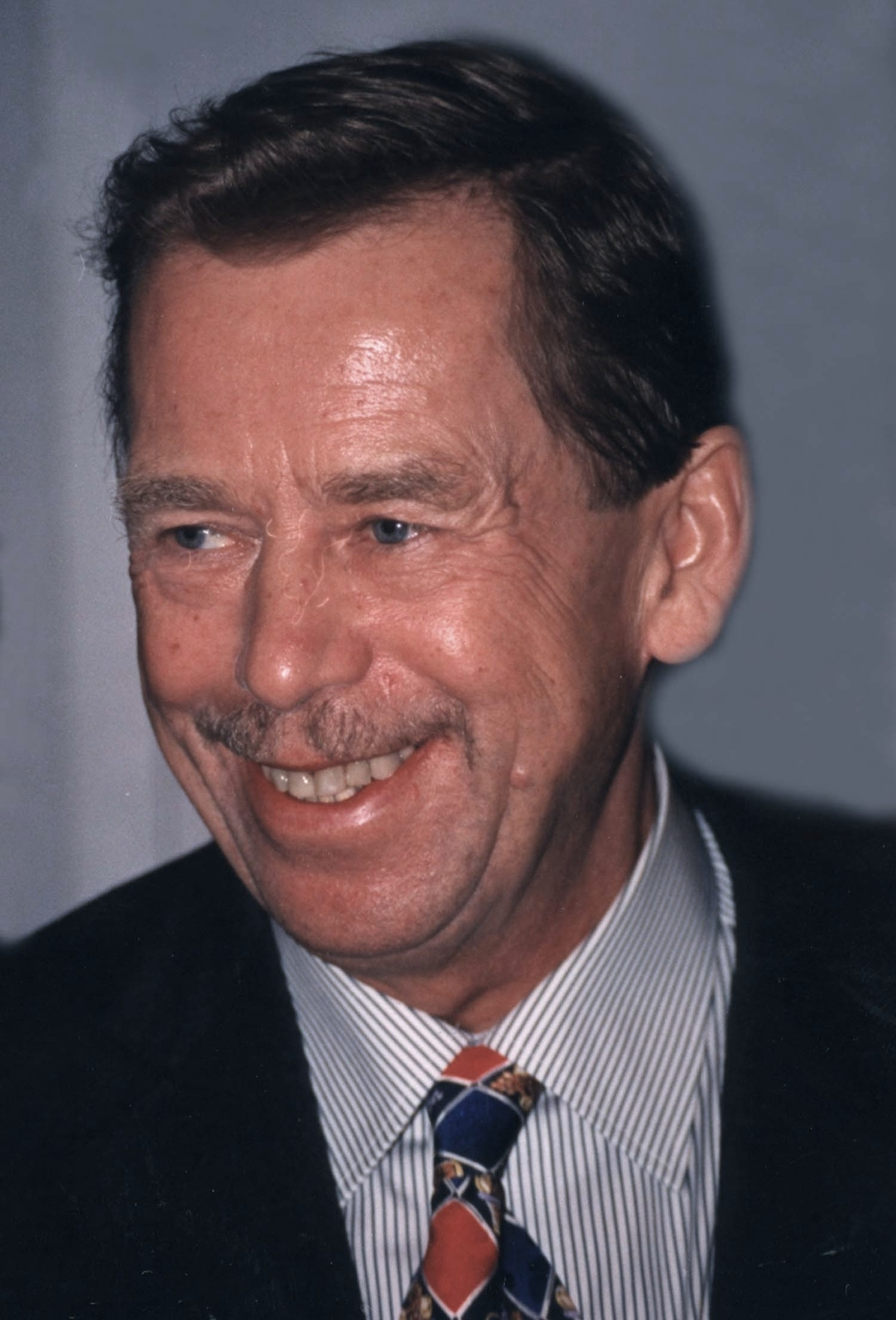
Václav Havel 1993-2003
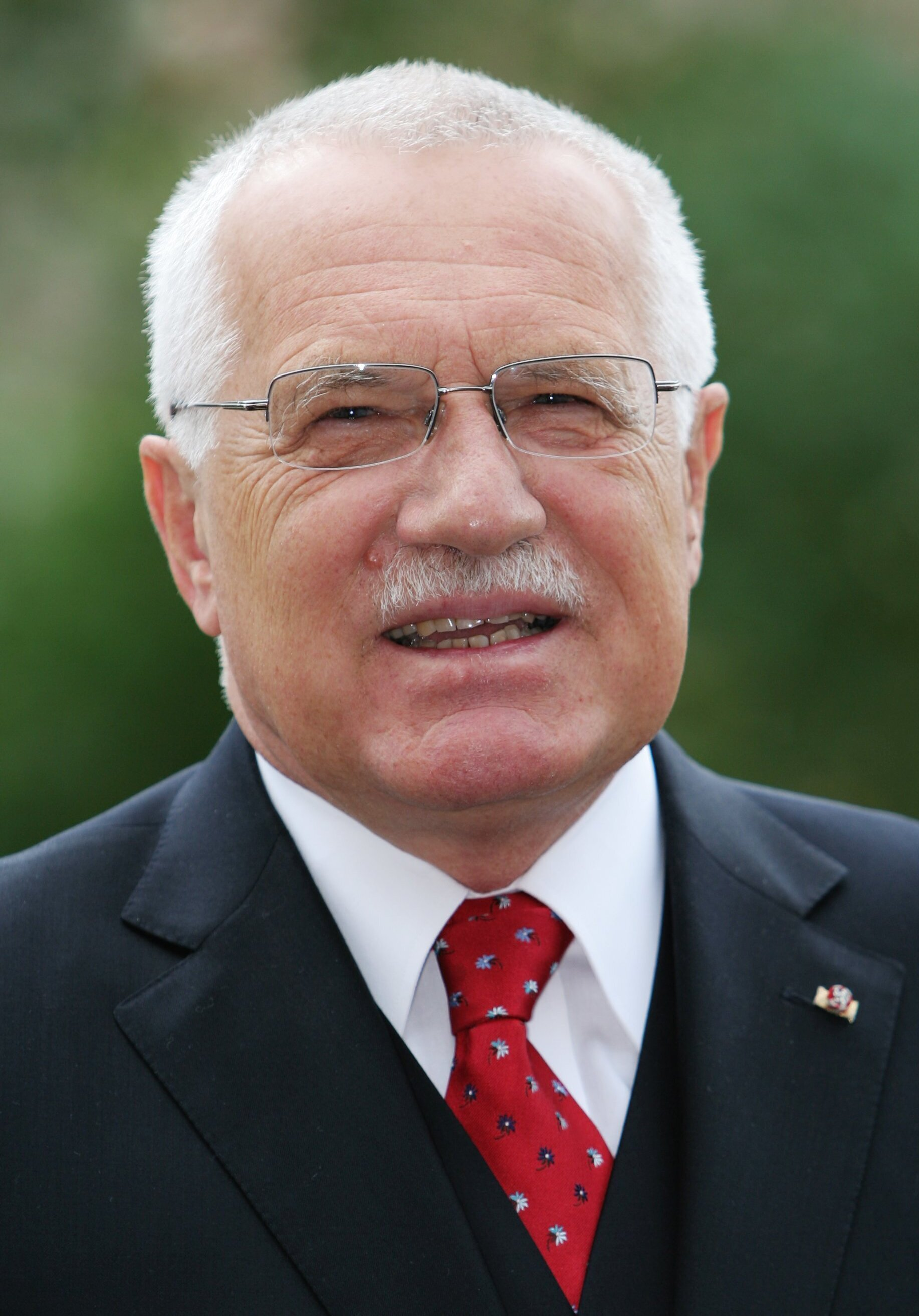
Václav Klaus 2003-2013
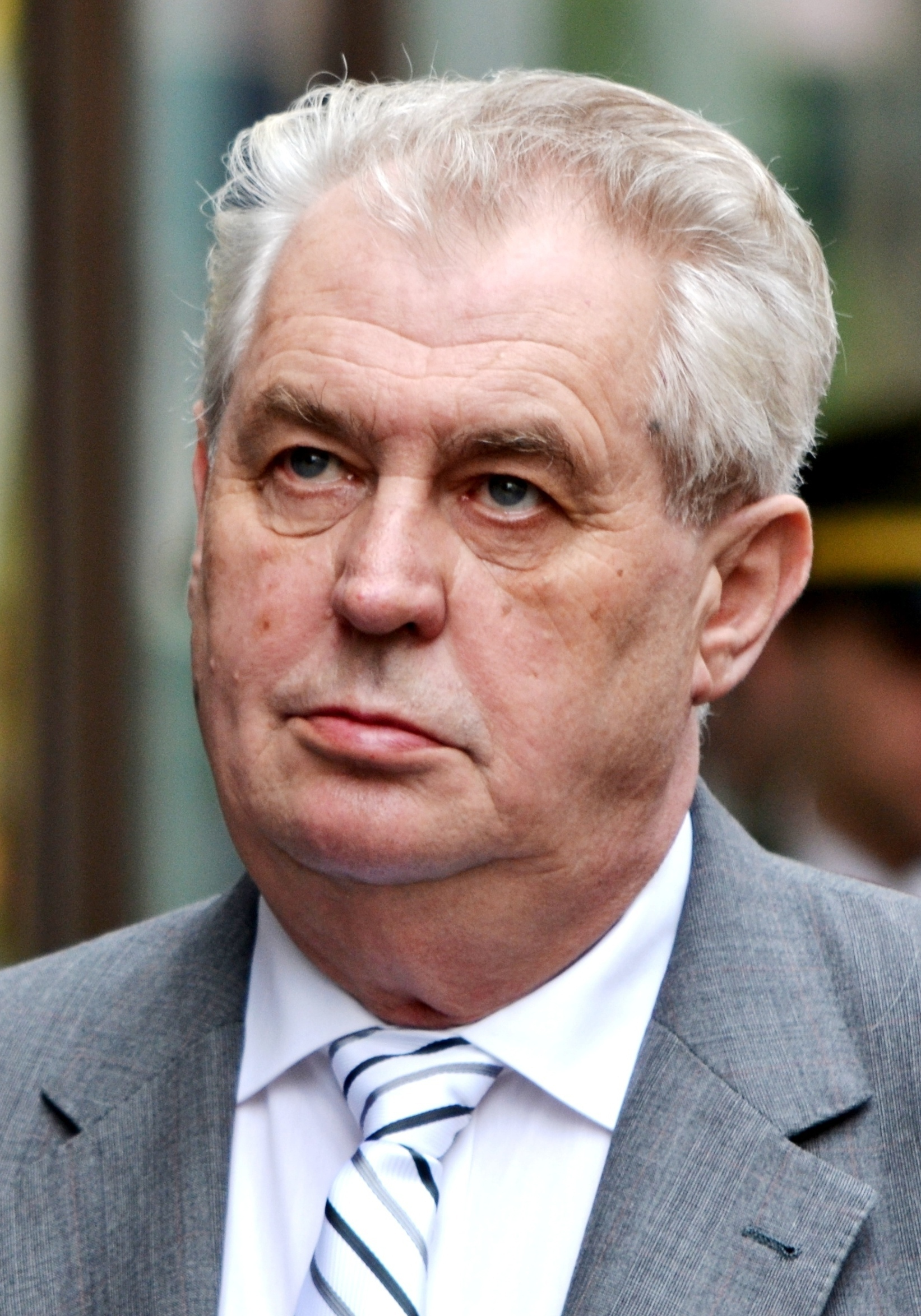
Miloš Zeman 2013-2023
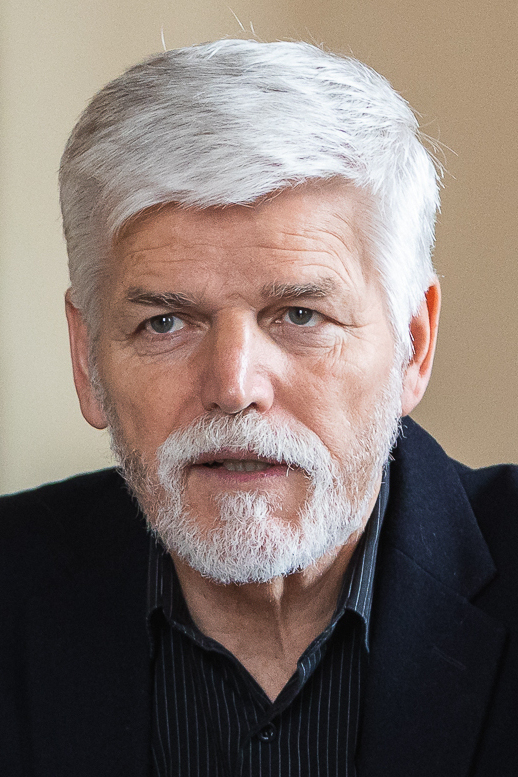
Petr Pavel depuis 2023